# Touch a New Day
"Touch a New Day" er en sang af den tyske sanger Lena Meyer-Landrut, skrevet af entertaineren Stefan Raab. Den blev udgivet den 3. august 2010 som den anden maxi-single fra Meyer-Landruts debutalbum My Cassette Player.